# Hamza Bey
Hamza Bey (Amasya, ... – Târgoviște, 1462) è stato un militare e ammiraglio ottomano di etnia albanese.

## Biografia
Hamza Bey appare per la prima volta nel 1421, quando suo fratello, Beyazıd Pascià, tentò senza successo di impedire a Mustafà Çelebi di conquistare Edirne. Le loro truppe disertarono a favore di Mustafa e Bayezid fu giustiziato; Hamza fu risparmiato perché İzmiroğlu Cüneyd Bey ebbe pietà della sua giovane età. Hamza vendicò il fratello quando fu nominato Beylerbey dell'Anatolia nel 1424: sconfisse Cüneyd, occupò i suoi domini, catturò Cüneyd e la sua famiglia e li fece giustiziare.
Hamza Bey salì alla ribalta, come comandante della flotta di Murad II, durante l'assedio di Tessalonica, che nel 1430 si concluse con la vittoria ottomana.
Nel 1453 Hamza Bey fu nominato comandante della flotta ottomana durante la conquista di Costantinopoli; sostituì Solimano Baltoğlu, quando Baltoğlu non riuscì ad impedire la fuga di tre galee genovesi e di una nave bizantina nonostante il blocco navale ottomano della città. Nell'assalto finale alla città, per impedire ai difensori di rinforzare le parti critiche settentrionali e occidentali delle mura, Hamza e la flotta ottomana dovevano fornire attacchi diversivi contro le mura di Costantinopoli a sud, sul Mar di Marmara, e contro la diga sul Corno d'Oro a est. Il giorno dell'assalto, il 29 maggio, le forze di Hamza non riuscirono a forzare le difese bizantine e le truppe che riuscirono a toccare terra furono facilmente respinte. Ad ogni modo, nel suo complesso l'assalto ottomano ebbe successo.
Hamza Bey rimarrà comandante della flotta ottomana fino al 1456. Dopo la presa di Costantinopoli, la flotta ottomana fu incaricata di conquistare le isole dell'Egeo; Imbro, Lemno e Taso caddero in mano agli Ottomani. Tuttavia, ostacolato dai Cavalieri di Rodi, Hamza non riuscì a conquistare il resto dell'Egeo, lasciando le forze cristiane a ridosso della rotta ottomana che univa la loro nuova capitale al Mediterraneo vero e proprio.

### Morte
Nel 1460, in qualità di sanjak-bey di Nicopoli, Hamza era a capo di un esercito, incaricato di proteggere un'ambasciata presso i Valacchi. Durante il viaggio di ritorno, lui e il suo esercito caddero in un'imboscata di Vlad l'Impalatore. Insieme ai suoi uomini, Hamza fu impalato da Vlad, ricevendo l'onore di avere il palo più alto in ossequio al suo rango. Secondo Laonico Calcondila, alla notizia, Maometto II perse le staffe dalla rabbia, tanto da colpire Mahmud Pascià, che aveva portato la notizia.

## Monumenti
Il corpo di Hamza fu recuperato dai suoi figli e fu sepolto in un külliye che aveva costruito a Bursa. Il complesso, che esiste ancora oggi, è composto da una moschea e da una serie di türbe, tra cui quella di Hamza e della sua famiglia.
Per il suo ruolo nella presa di Tessalonica nel 1430, fu costruita a suo nome la Moschea di Hamza Bey. In seguito allo scambio di popolazione del 1923 tra Grecia e Turchia, la moschea non fu più utilizzata come luogo di culto. Dopo essere stata utilizzata per varie attività commerciali, in particolare come cinema, la moschea è stata acquistata dallo Stato greco nel 2006 per essere restaurata.

## Personalità
Bertrandon de la Broquière, cita Hamza come un uomo "molto valoroso". Secondo lui, il reddito di Hamza era di circa 50 mila ducati.

## Nella cultura popolare
Nel film Dracula Untold di Gary Shore, Hamza Bey è stato interpretato da Ferdinand Kingsley.